# Panda (skała)
Panda – skała w lesie pomiędzy miejscowościami Siedlec, Suliszowice i Biskupice w województwie śląskim na Wyżynie Częstochowskiej. Można do niej dość od parkingu i wiaty biwakowej przy drodze po północnej stronie zabudowań Suliszowice-Szczypie. Na niektórych portalach wspinaczkowych jest informacja, że znajduje się w granicach wsi Siedlec, jednak według mapy Geoportalu znajduje się w granicach wsi Biskupice w województwie śląskim, w powiecie częstochowskim, w gminie Olsztyn. W lesie tym są 4 skały, na których uprawiana jest wspinaczka skalna: Panda, Baby Pandy, Mama Pandy i Ojciec Pandy. Panda znajduje się najdalej z nich od wiaty. Prowadzi do niej ścieżka. Skały te udostępniono do wspinaczki w 2020–2021 r. w ramach gminnego projektu Kolczykujemy gminę Żarki.
Panda stanowi wschodnie zakończenie muru skalnego i uprawiana jest na niej wspinaczka skalna. W 2020 r. było na niej 18 łatwych dróg wspinaczkowych o trudności od IV do VI+ w skali polskiej. Niemal wszystkie mają zamontowane stałe punkty asekuracyjne: ringi (r) i dwa ringi zjazdowe (2rz), tylko na 3 najłatwiejszych wspinaczka tradycyjna (trad).

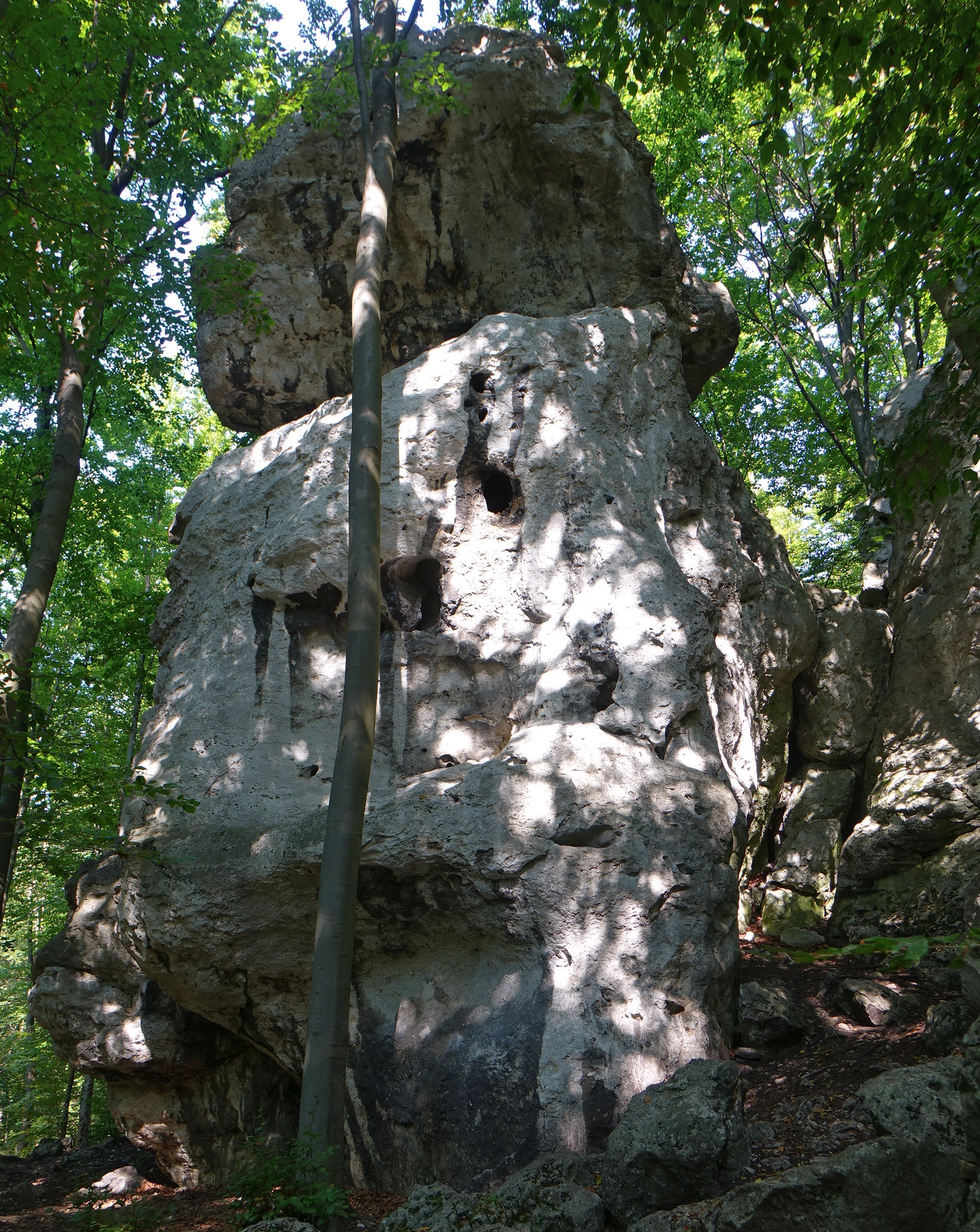
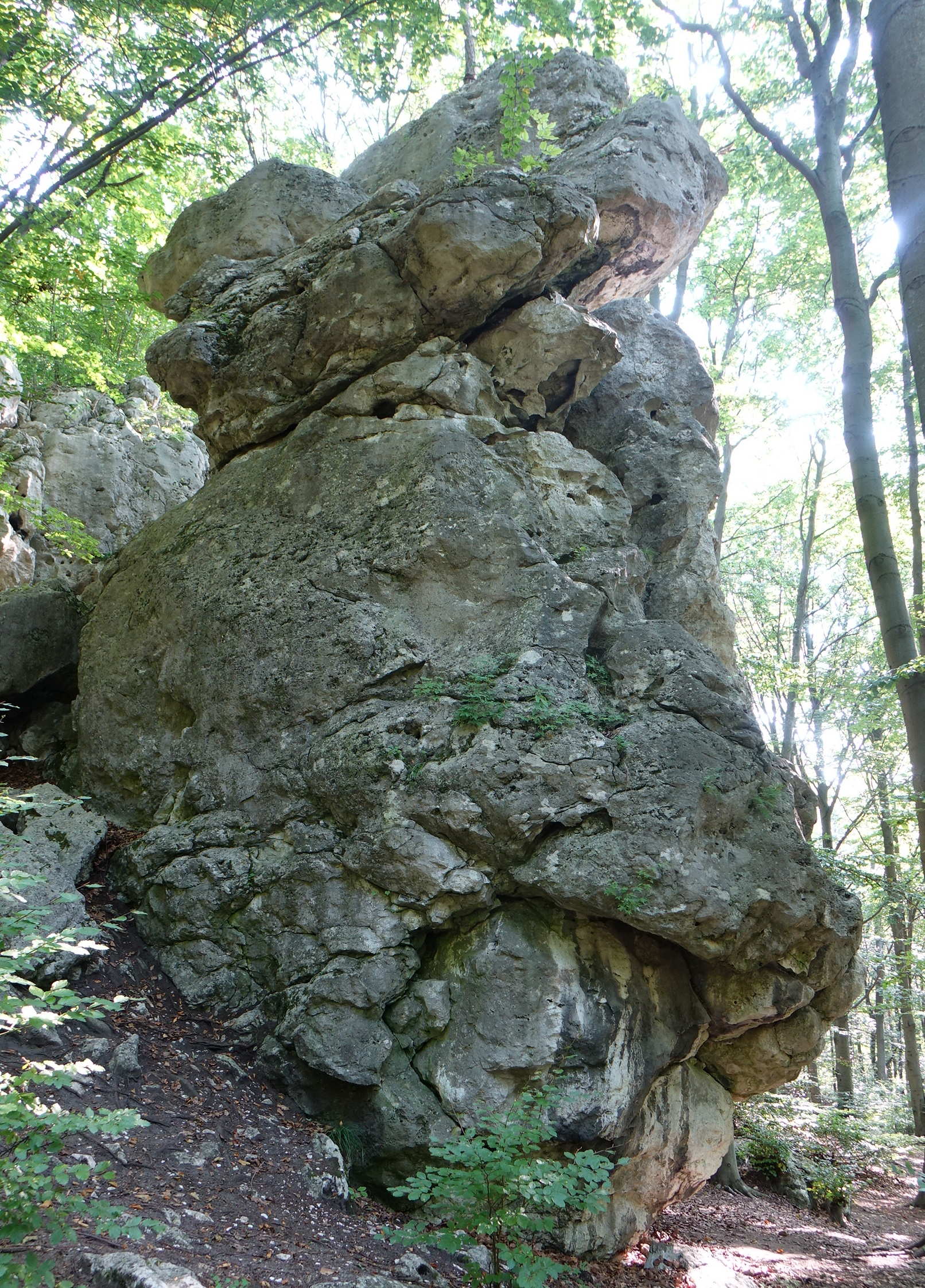
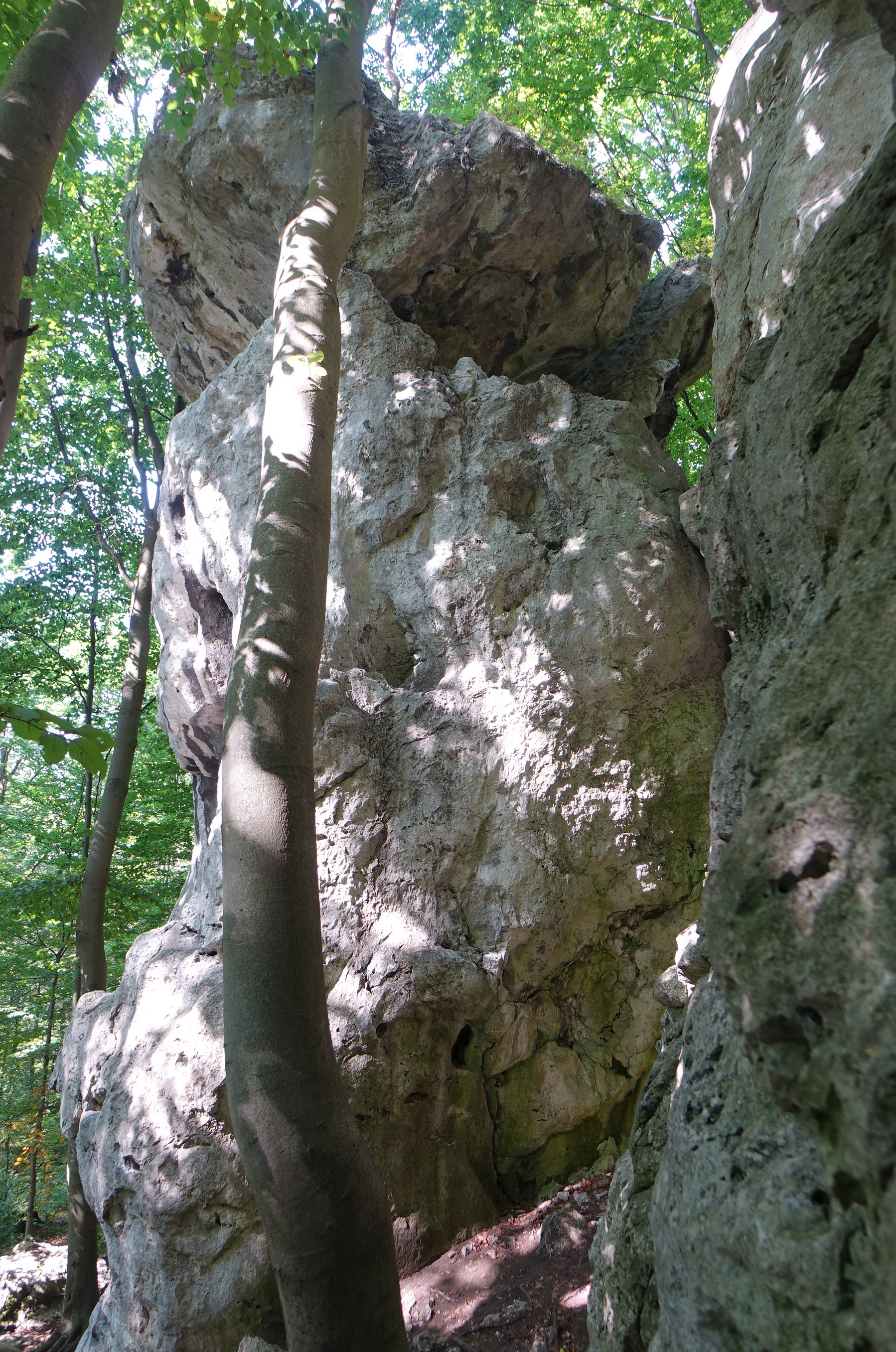
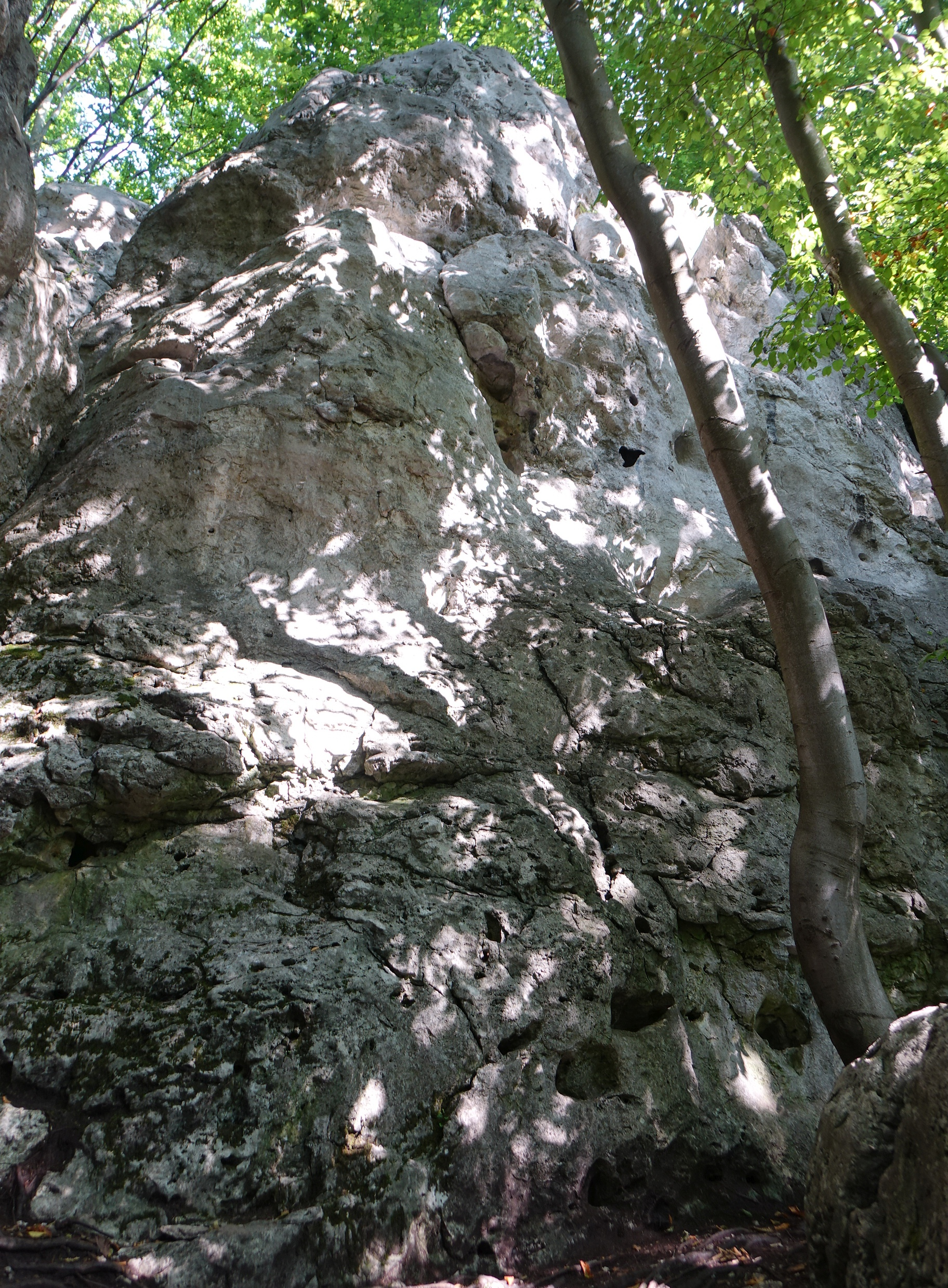
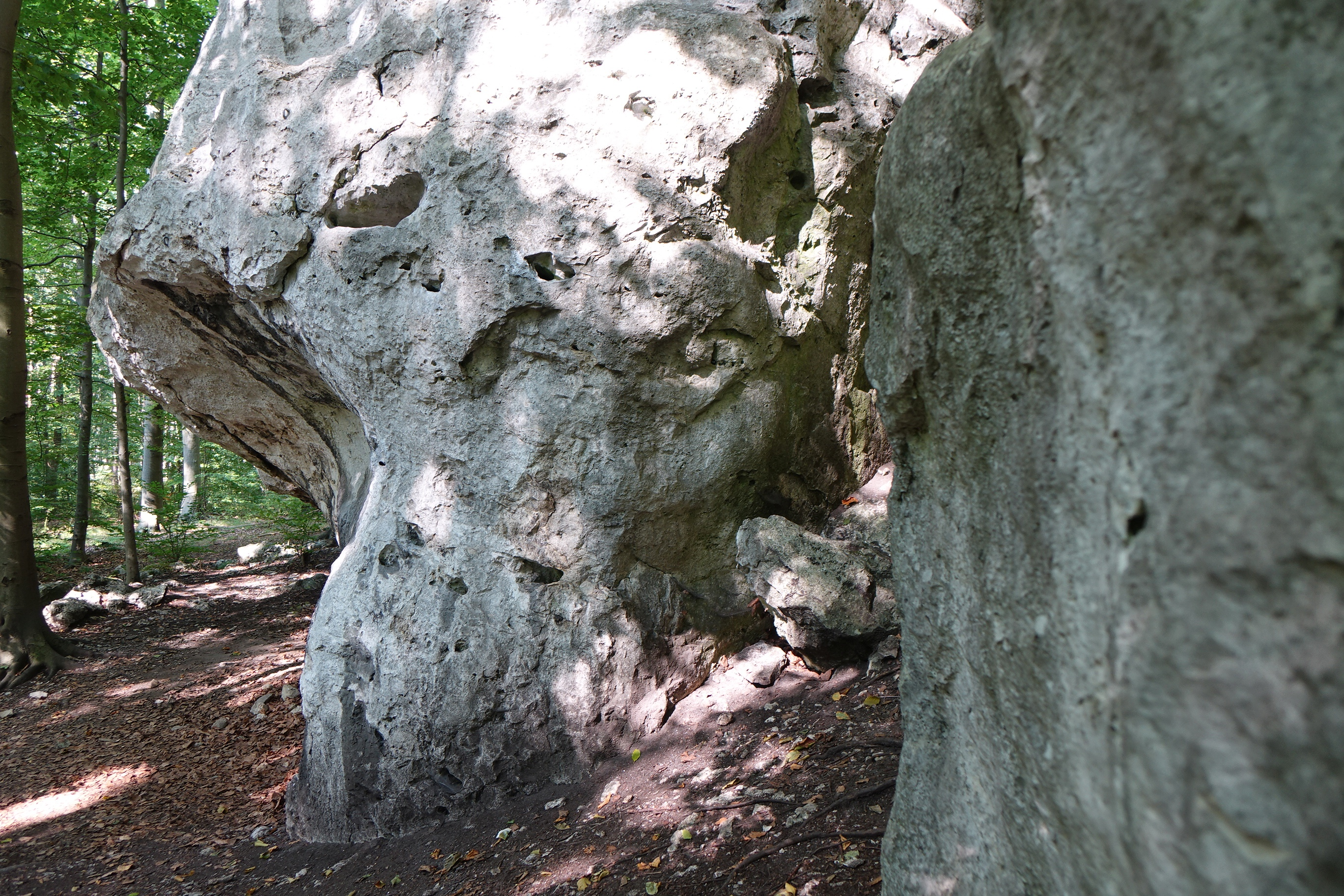

1. Plecy Pandy; IV+, 5r +2rz
2. Tyłek Pandy; V+W, trad +2rz
3. Koala; VI+, 5r +2rz
4. Koala; VI+, 5r +2rz
5. Laotańczyk; VI.3+, 6r +2rz
6. Laotanka; VI.3, 6r +2rz
7. Szach i mat; VI.2, 5r +2rz
8. Filar Pandy; VI.1, 5r +2rz
9. Karpathos; VI, 5r +2rz
10. Przełomowy moment; V+, 3r +2rz
11. Barbórka; V+, 4r +2rz
12. Kryjówka; VI, 4r +2rz
13. Bileter; VI+, 3r +2rz
14. Funiek nie skoczy; V+, 3r +2rz
15. Zabili go i uciekł; IV+ 3R+2rz
16. Ludzie koty; VI, 3r +2rz
17. Ela odwrotnie; IV, 2r +2rz
18. Z metra cięty; IV+, 2r +2rz
19. Ogon Pandy; IV, trad +2rz[2].